# Entrambasaguas
Entrambasaguas ist eine Gemeinde in der spanischen Autonomen Region Kantabrien. Sie befindet sich in der Region Trasmiera (tras Miera, was hinter dem Fluss Miera bedeutet), 25 km südöstlich der Bucht von Santander. Angrenzende Gemeinden sind Ribamontán al Monte, Marina de Cudeyo, Medio Cudeyo, Riotuerto und Solórzano.

## Orte
- Entrambasaguas (Hauptstadt)
- El Bosque
- Navajeda
- Puente Aguero
- Hornedo
- Hoznayo
- Santa Marina

## Geschichte
Dieses Gebiet ist seit prähistorischen Zeiten besiedelt, es wurden paläolithische Fundstätten wie die Höhle von Recueva oder die Höhle von Francés, beide in Hoznayo aus der Bronzezeit, gefunden. Die erste Erwähnung dieser Gemeinde stammt aus dem Jahr 1210.

## Bevölkerungsentwicklung
| 1842 | 1900 | 1950 | 1981 | 1991 | 2001 | 2011 |
| ---- | ---- | ---- | ---- | ---- | ---- | ---- |
| 2031 | 2249 | 2748 | 2650 | 2558 | 2399 | 4636 |

## Wirtschaft
Die Wirtschaft von Entrambasaguas basiert traditionell auf der Landwirtschaft, dem Anbau von Feldfrüchten und der Viehzucht, die bis in die 1980er Jahre dominierte. Seitdem ist die Wirtschaft gemischter geworden, da kleine Industrien und Gastronomiebetriebe entstanden sind, insbesondere nachdem die Gemeinde an die Autovía A-8 entlang des Korridors Santander-Bilbao angeschlossen wurde.